# Eljakim
Eljakim (hebrejsky אֶלְיָקִים, v oficiálním přepisu do  angličtiny Elyaqim, přepisováno též Eliakim) je vesnice typu společná osada (jišuv kehilati) v Izraeli, v Severním distriktu, v Oblastní radě Megido.

## Geografie
Leží v nadmořské výšce 231 metrů, na pomezí náhorní planiny Ramat Menaše a masivu Karmel, cca 13 kilometrů východně od břehů Středozemního moře. Je situována v zemědělsky využívané a jen z menší části zalesněné pahorkatině. Poblíž obce začíná vádí Nachal Tut a jeho přítok Nachal Boded, která směřují k západu, k Středozemnímu moři. Naopak na východ vede vádí Nachal Jokne'am, které začíná severně od vesnice.
Nachází se cca 67 kilometrů severovýchodně od centra Tel Avivu a cca 21 kilometrů jihojihovýchodně od centra Haify. Eljakim obývají Židé, přičemž osídlení v tomto regionu je etnicky převážně židovské. Oblast vádí Ara, kterou obývají izraelští Arabové, leží cca 13 kilometrů jižním směrem. Hřbet horského masivu Karmel, na kterém stojí drúzská sídla, se nachází 5 kilometrů severně odtud.
Na dopravní síť je napojena pomocí lokální silnice číslo 672, jež sem odbočuje z dálnice číslo 70 a vede pak k jihu, přičemž propojuje všechny vesnice v masivu Ramat Menaše.

## Dějiny
Obec Eljakim byla založena roku 1949 na pozemcích uvolněných po vysídlené arabské vesnici Umm al-Zinat, která do roku 1948 stávala cca 1 kilometr severně od nynějšího židovského sídla. Roku 1888 v ní byla otevřena základní chlapecká škola. V roce 1931 v ní žilo 1029 lidí a stálo tu 209 domů. Během války za nezávislost byl zdejší region dobyt izraelskými silami a důsledku toho tu skončilo arabské osídlení. Zástavba Umm al-Zinat pak byla zbořena.
Eljakim měl původně charakter družstevně hospodařící vesnice typu mošav. Jejími zakladateli byla skupina židovských přistěhovalců z Jemenu.
Roku 1970 byla kvůli nedostatku zemědělské půdy transformována na individuálně organizovanou společnou osadu. V obci funguje několik synagog, společenské centrum, zařízení předškolní péče o děti a základní škola určená pro děti z náboženských rodin z okolního regionu. Část obyvatel se stále zabývá zemědělstvím, ale většina populace za prací dojíždí.
Jméno vesnice je odvozeno od jména biblického krále Jójakíma (Eljakíma), kterého zmiňuje například 2. kniha královská 23,34

## Demografie
Obyvatelstvo Eljakim je smíšené, tedy sekulární i nábožensky založené. Podle údajů z roku 2014 tvořili populaci v Eljakim Židé (včetně statistické kategorie "ostatní", která zahrnuje nearabské obyvatele židovského původu ale bez formální příslušnosti k židovskému náboženství).
Jde o menší sídlo vesnického typu s dlouhodobě rostoucím počtem obyvatel. K 31. prosinci 2014 zde žilo 843 lidí. Během roku 2014 populace stoupla o 2,3 %.
| Rok            | 1961 | 1972 | 1983 | 1995 | 2001 | 2003 | 2004 | 2005 | 2006 | 2007 | 2008 | 2009 | 2010 | 2011 | 2012 | 2013 | 2014 |
| -------------- | ---- | ---- | ---- | ---- | ---- | ---- | ---- | ---- | ---- | ---- | ---- | ---- | ---- | ---- | ---- | ---- | ---- |
| Počet obyvatel | 568  | 570  | 457  | 494  | 549  | 598  | 637  | 625  | 662  | 686  | 706  | 745  | 749  | 779  | 787  | 824  | 843  |